# Nanna albipilum
Nanna albipilum är en tvåvingeart som först beskrevs av Ringdahl 1936.  Nanna albipilum ingår i släktet Nanna och familjen kolvflugor. Inga underarter finns listade i Catalogue of Life.